# Gustav Tellgmann
Gustav Tellgmann (né le 22 octobre 1891 à Weida, mort le 26 février 1945 à Brandebourg-sur-la-Havel) est un officier allemand, accusé d'être un membre du complot du 20 juillet 1944.

## Biographie
Le lieutenant-colonel et Staffelführer dans le Nationalsozialistisches Kraftfahrkorps ne cache pas à plusieurs reprises depuis mai 1944 son hostilité envers le régime nazi. Après le complot, il prend parti pour la résistance et prédit une révolution imminente.
Tellgmann est dénoncé et accusé d'atteinte à la force militaire. Il comparait devant le Volksgerichtshof. Le 18 janvier 1945, le tribunal le reconnaît coupable et le condamne à la peine de mort. Il est exécuté un mois plus tard à la prison de Brandebourg.

## Récompenses
- Croix de fer Ire classe, 1914.
- Croix du Mérite militaire de Lippe
- Croix du service fidèle de Schaumburg-Lippe